# جو چدبورن
جو چدبورن (انگلیسی: Joe Chadbourne؛ 1883 – ۱۹۵۸ (۷۴−۷۵ سال)) بازیکن فوتبال اهل بریتانیا بود.
از باشگاه‌هایی که در آن بازی کرده‌است می‌توان به باشگاه فوتبال بارنزلی، باشگاه فوتبال برنلی، و باشگاه فوتبال برادفورد سیتی اشاره کرد.